# حارة شهداء السبعين الشمالية (صنعاء)
حارة شهداء السبعين الشمالية هي إحدى حارات حي أزال بمديرية السبعين إحد مديريات العاصمة اليمنية صنعاء، بلغ تعداد سكانها 3167 نسمة حسب تعداد اليمن لعام 2004.